# 大阪母子医療センター
大阪母子医療センター（おおさかぼしいりょうセンター、英: Osaka Women's and Children's Hospital）は、 大阪府和泉市にある、大阪府立病院機構が設置している病院。

## 概要
主に周産期医療の専門的な基幹施設として妊産婦や低出生体重児、新生児に対し、高度・専門医療を行っており小児医療部門も開設し、乳幼児等に対しても新生児期からの一貫的な医療を行っている。

## 沿革
- 1977年9月 - NMCS（新生児診療相互援助システム）稼動
- 1980年4月 - 府立助産婦学院開院
- 1981年10月 - 大阪府立母子保健総合医療センター開所。病床数70床
- 1982年5月 - 先天性代謝異常検査事業を開始
- 1983年4月 - 臨床実験室使用開始
- 1984年6月 - 周産期部門をフルオープン、病床数204床
- 1987年
  - 1月 - 口腔外科の診療開始
  - 4月 - OGCS（産婦人科診療相互援助システム）稼働
- 1991年7月-  小児医療部門外来・入院診療を開始　病床数270床。研究所開設。母子保健としては日本初のWHO Collaborating Centreの認定を受ける。
- 1992年3月 - 研究所が学術研究機関に指定。
- 1994年6月 - 全病棟フルオープン 病床数363床
- 1997年3月 - 助産婦学院閉院
- 2000年
  - 3月 - 慢性疾患児家族等宿泊施設（愛称ファミリーハウス（付き添い家族の宿泊施設））を開設
  - 7月 - 総合周産期母子医療センターに認定
- 2004年5月 - 日本医療機能評価機構病院に認定
- 2006年4月 - 大阪府病院事業条例が廃止され、病院の運営を大阪府立病院機構に移行
  - 9月 - 在宅医療支援室を開設
  - 12月 - 国立病院機構大阪南医療センターとの医療連携開始
- 2007年5月 - 妊娠と薬外来の診療を開始
  - 7月 - 治験拠点医療機関に指定
  - 10月 - 地域医療連携室を開設
- 2008年10月 - 周産期棟耐震改修工事終了
- 2009年
  - 3月 - 新リニアック棟完成
  - 7月 - DPC対象病院指定
  - 9月 - 電子カルテ導入
- 2010年6月 - 産科セミオープンシステム開始
- 2013年2月 - 厚生労働省指定小児がん拠点病院に指定
- 2014年
  - 3月 - 新ファミリーハウスオープン
  - 4月 - 新手術棟完成
  - 5月 - 公益財団法人日本医療機能評価機構による病院機能評価（一般病院2）認定
- 2017年4月 - 大阪母子医療センターに改称。
- 2026年 - 新センター建築工事着工（予定）[2]

## 指定
- 総合周産期母子医療センター
- 新生児診療相互援助システム (NMCS)基幹病院
- 産婦人科診療相互援助システム (OGCS)基幹病院
- 新生児外科診療相互システム (NSCS)基幹病院

- 厚生労働省指定小児がん拠点病院
- 大阪府がん診療拠点病院（小児がん）

- WHO指定研究協力センター
- WHO Collaborating Centre for Maternal and Child Health

- 特定承認保険医療機関
- DPC対象病院
- 日本医療機能評価機構認定病院
- 医師臨床研修病院（協力型・大阪大学医学部附属病院・NTT西日本大阪病院・KKR大手前病院・市立岸和田市民病院・徳島大学病院・島根大学医学部附属病院）

- エコチル調査 大阪ユニットセンター
- 治験拠点医療機関

## 認定施設
- 母体保護法指定医研修機関
- 骨髄バンクネットワーク登録移植施設
- 日本さい帯血バンク移植認定施設
- 厚生労働省外国医師・歯科医師臨床修練指定病院（周産期医療・小児医療）
- 日本産科婦人科学会専門医制度卒後研修指導施設
- 日本産科婦人科学会専門医制度専攻医指導施設
- 日本周産期・新生児医学会周産期（母体・胎児）専門医暫定研修施設
- 日本糖尿病学会認定教育施設
- 日本小児科学会小児科専門医研修施設
- 日本小児科学会小児科専門医研修支援施設
- 日本内分泌学会内分泌代謝科認定教育施設
- 日本腎臓学会研修施設
- 日本血液学会認定医研修施設
- 日本がん治療認定医療機構認定研修施設
- 小児血液・がん専門医研修施設
- 日本小児神経学会小児神経専門医制度研修施設
- 日本てんかん学会研修施設
- 三学会構成心臓血管外科専門医認定機構認定基幹施設
- 日本小児外科学会専門医制度認定施設
- 日本脳神経外科学会専門医認定制度指定訓練場所
- 日本形成外科学会認定研修施設
- 日本眼科学会専門医制度研修施設
- 日本整形外科学会専門医制度研修施設
- 日本手の外科学会研修施設
- 日本口腔外科学会専門医制度研修機関
- 日本医学放射線学会放射線科専門医修練機関
- 日本麻酔科学会専門医制度認定施設
- 日本集中治療医学会専門医研修施設
- 日本病院薬剤師会妊婦・授乳婦薬物療法認定薬剤師養成研修施設

## 診療科
- 産科
- 新生児科
- 母性内科
- 消化器・内分泌科
- 腎・代謝科
- 血液・腫瘍科
- 小児神経科
- 子どものこころの診療科
- 遺伝診療科
- 小児循環器科
- 小児外科
- 脳神経外科
- 泌尿器科
- 形成外科
- 眼科
- 耳鼻咽喉科
- 整形外科
- 心臓血管外科
- 口腔外科
- 検査科
- 放射線科
- 麻酔科
- 集中治療科

## 交通アクセス
- 南海泉北線「光明池駅」下車 徒歩5分

## 不祥事

### 医療機器の再使用
2017年、メスなど一度しか使用できない医療機器を、複数の病院が滅菌し再使用していた問題が判明したのを受け、大阪府立病院機構が調査したところ、同機構に属する病院において、2015年1月以降、推定計約4,600件の再使用があったことが明らかになった。このうち同センターでは19件の再使用が判明した。